# Brzezinka Średzka
Brzezinka Średzka es una localidad del distrito de Środa Śląska, en el voivodato de Baja Silesia (Polonia). Se encuentra en el suroeste del país, dentro del término municipal de Miękinia, a unos 8 km al nordeste de la localidad homónima y sede del gobierno municipal, a unos 19 al nordeste de Środa Śląska, la capital del distrito, y a unos 18 al noroeste de Breslavia, la capital del voivodato. En 2011, según el censo realizado por la Oficina Central de Estadística polaca, su población era de 575 habitantes. Brzezinka Średzka perteneció a Alemania hasta 1945.